# Josep Oliveras i Samitier
Josep Oliveras i Samitier (Manresa, 1946) és un geògraf català.

## Obra destacada
- La formació dels desequilibris territorials a Catalunya en el segle XIX (1992),
- Espacio, crisis económica y flujos financieros (1987),
- Crisis y resurgimiento de la geografía regional (1992).[2] i
- Desenvolupament sostenible (1992).[3]